# 수련 (모네)

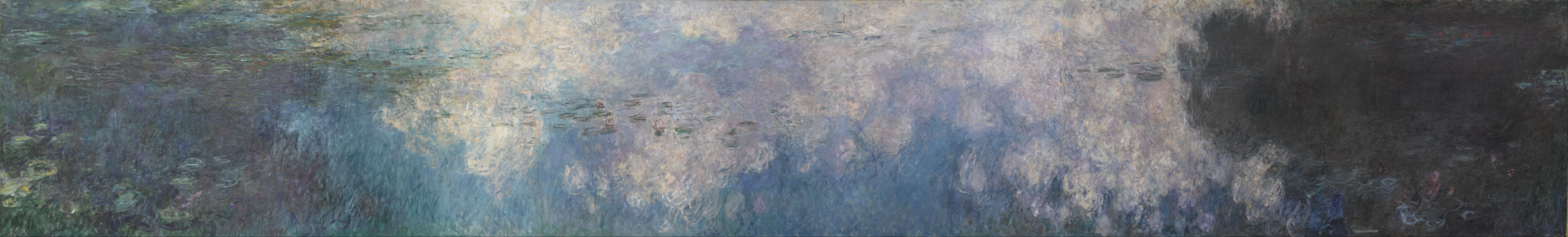
클로드 모네, 《수련 – 구름》 (1920년~1926년), 프랑스 파리 오랑주리 미술관 소장

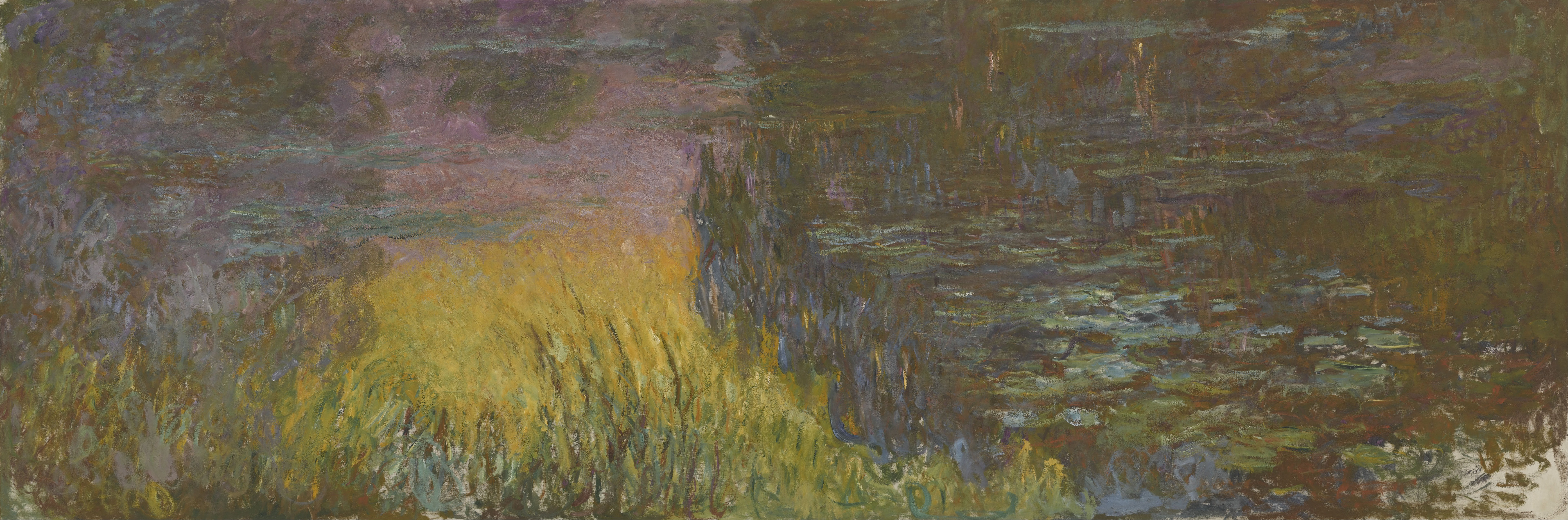
클로드 모네, 《수련 – 해질녘》 (1920년~1926년), 프랑스 파리 오랑주리 미술관 소장

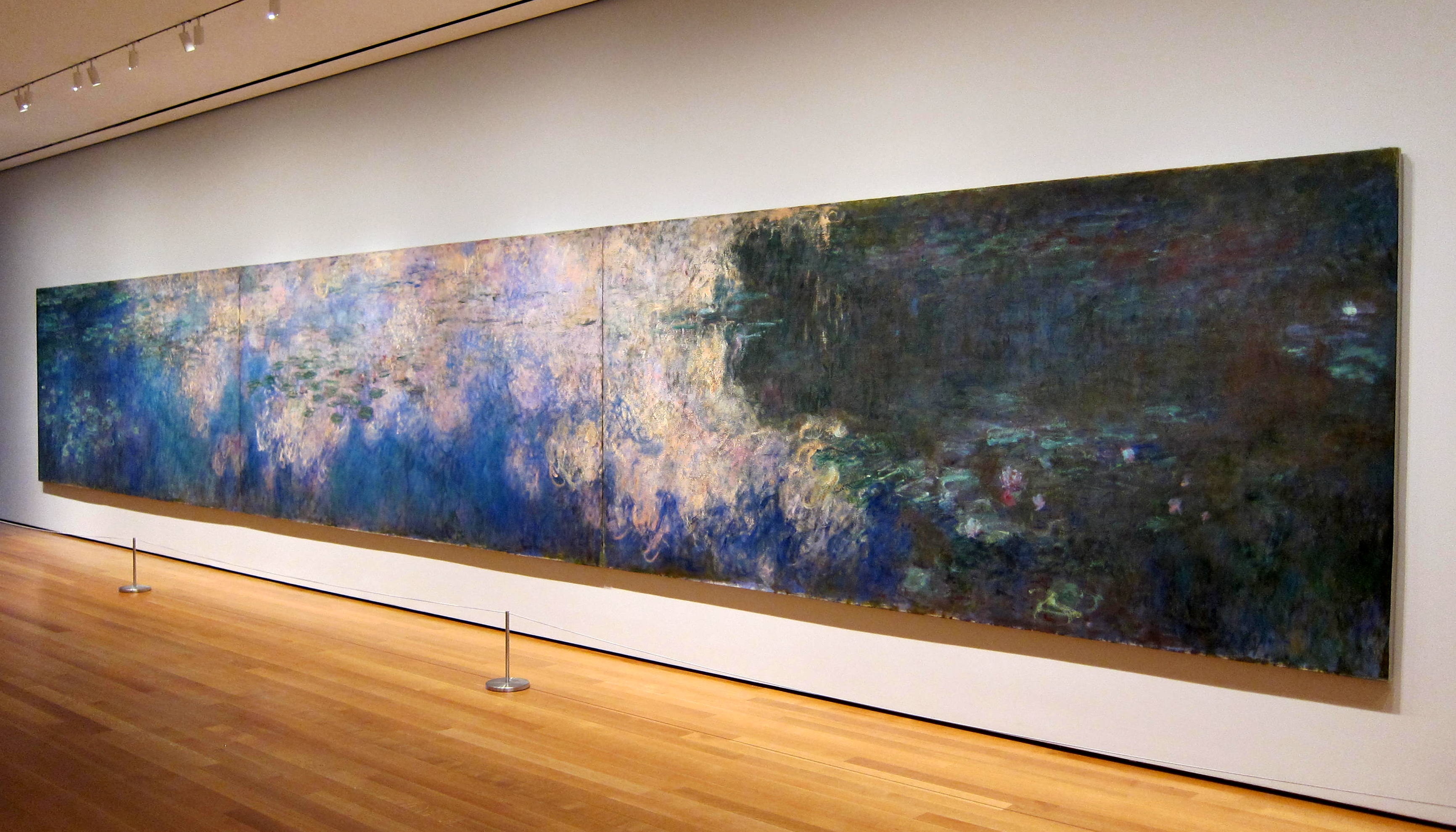
클로드 모네, 《수련 연못에 비친 구름》 (1920년경), 200×1276 cm (78.74 × 502.36 in), 캔버스에 유채, 뉴욕 근대미술관 소장

수련(프랑스어: Nymphéas, [nɛ̃.fe.a])은 프랑스의 인상주의 화가 클로드 모네 (1840년~1926년)가 그린 약 250점에 달하는 유화 연작이다. 프랑스 지베르니의 모네 생가에 있는 수련 정원을 그린 작품으로, 1890년대부터 1920년대까지 30여년간에 달하는 오랜 세월 동안 집중해서 그린 소재였다. 작품 중 대다수는 모네가 백내장을 앓고 있던 상태에서 그려진 것으로 알려져 있다.
연작에 속한 모든 그림의 소재가 정원의 수련으로 공통되었다는 점에서, 연작 자체를 가리킬 땐 '수련'이란 제목으로 부른다. 그러나 그림 한점 한점마다의 제목은 연작의 명칭 그대로 '수련'인 것도 있으나 '수련이 있는 연못', '수련 연못', '수련과 일본풍 다리' 등처럼 다른 제목이 붙여진 것도 많다.

## 역사
모네가 주제와 시점에 따라 일련의 그림을 제작, 전시하는 것을 선호하게 된 것은 1889년 크뢰즈 계곡 연작을 그리면서부터였다. 당시 최소 10점이 그려졌으며 조르주 프티 갤러리(Galerie Georges Petit)에서 전시가 이뤄졌다. 이듬해 1890년 모네는 《건초더미》라는 다른 연작도 그렸다.
1920년대 들어 프랑스 정부는 오랑주리 미술관에 한 쌍의 타원형 전시실을 마련하여, 모네의 수련 벽화 8점을 상설 전시할 수 있도록 하였다. 해당 전시실은 모네가 죽은 지 몇 달 뒤인 1927년 5월 16일 대중에 처음 공개되었다. 1999년에는 오랑주리 미술관에서 모네 특별전을 기획하여, 전세계 60여점의 수련 그림이 한 자리에 모이는 진풍경이 벌어졌다.
오늘날 수련 연작은 전세계 각 미술관 소장품과 개인소장품으로 남아 있다. 주요 소장처로는 프린스턴 대학 미술관, 마르모탕 모네 박물관, 오르세 미술관, 메트로폴리탄 미술관, 뉴욕 현대 미술관, 시카고 미술관, 세인트루이스 미술관, 넬슨-앳킨스 미술관 카네기 미술관, 웨일스 국립박물관, 낭트 미술관, 톨레도 미술관, 클리블랜드 미술관, 포틀랜드 미술관 등이 있다. 2020년에는 미국 보스턴 미술관이 개관 150주년 기념으로 수련 연작 1점을 공개하였으며, 2022년에는 대한민국 국립현대미술관에서 이건희 컬렉션의 기증을 통해 수련이 있는 연못을 처음으로 공개하였다.
수련 연작 가운데 걸작으로 불리는 것은 대부분 판매되었으며, 현재까지 약 250점 정도가 남아 있는 것으로 알려져 있다. 수련 연작에 속하는 작품이라면 그 자체로 널리 인기가 있으나, 작품 중 상당수는 아직 경매에 나오지 않은 채 원 소장처가 소유중이다. 전체 작품 목록집은 다니엘 와일든스타인의 <모네: 카탈로그 레조네> (Monet: Catalog Raisonné)로 정리됐다.

## 경매 이력
2007년 6월 19일, 모네의 《수련》이 런던 소더비 경매에서 1850만 파운드에 낙찰됐다. 2008년 6월 24일에는 런던 크리스티 경매에서 《수련이 있는 연못》이 4100만 파운드에 낙찰되어, 당초 예상 낙찰가인 1800만~2400만 파운드에서 2배 가까운 경매가를 기록하였다.
2010년 6월 23일에 열린 런던 크리스티 경매에서 《수련》 (1906년)이 출품됐다. 그림의 예상판매가는 3000만~4000만 파운드로 추산됐다. 크리스티 경매감독 및 인상파 현대미술부장을 맡고 있는 조반나 베르타초니 (Giovanna Bertazzoni)는 "클로드 모네의 수련 그림은 20세기의 가장 인정받은 유명작으로서 다음 세대의 예술가들에게 큰 영향을 미쳤다"고 소개했다. 입찰가는 2900만 파운드였으나 유찰되었다.
2014년 5월 6일, 뉴욕 크리스티 경매에서 《수련이 있는 연못》이 2700만 달러에 낙찰됐다. 같은해 6월에는 런던 소더비 경매에서 《수련》이 5400만 달러에 낙찰됐다. 매입자의 신원은 따로 밝혀지지 않았으나, 2015년 클리블랜드 미술관과 런던 왕립예술원에서 열린 특별전 <근대 정원 회화: 모네에서 마티스까지> (Painting the Modern Garden: From Monet to Matisse)의 전시작으로 공개되었다. 소더비의 근대 인상주의 미술부 공동부장을 맡고 있는 헬레나 뉴먼 (Helena Newman)은 이번 경매가 원래 예상가였던 3,400만 달러~5,100만 달러를 상회하는 가격이라고 밝혔다.

## 갤러리

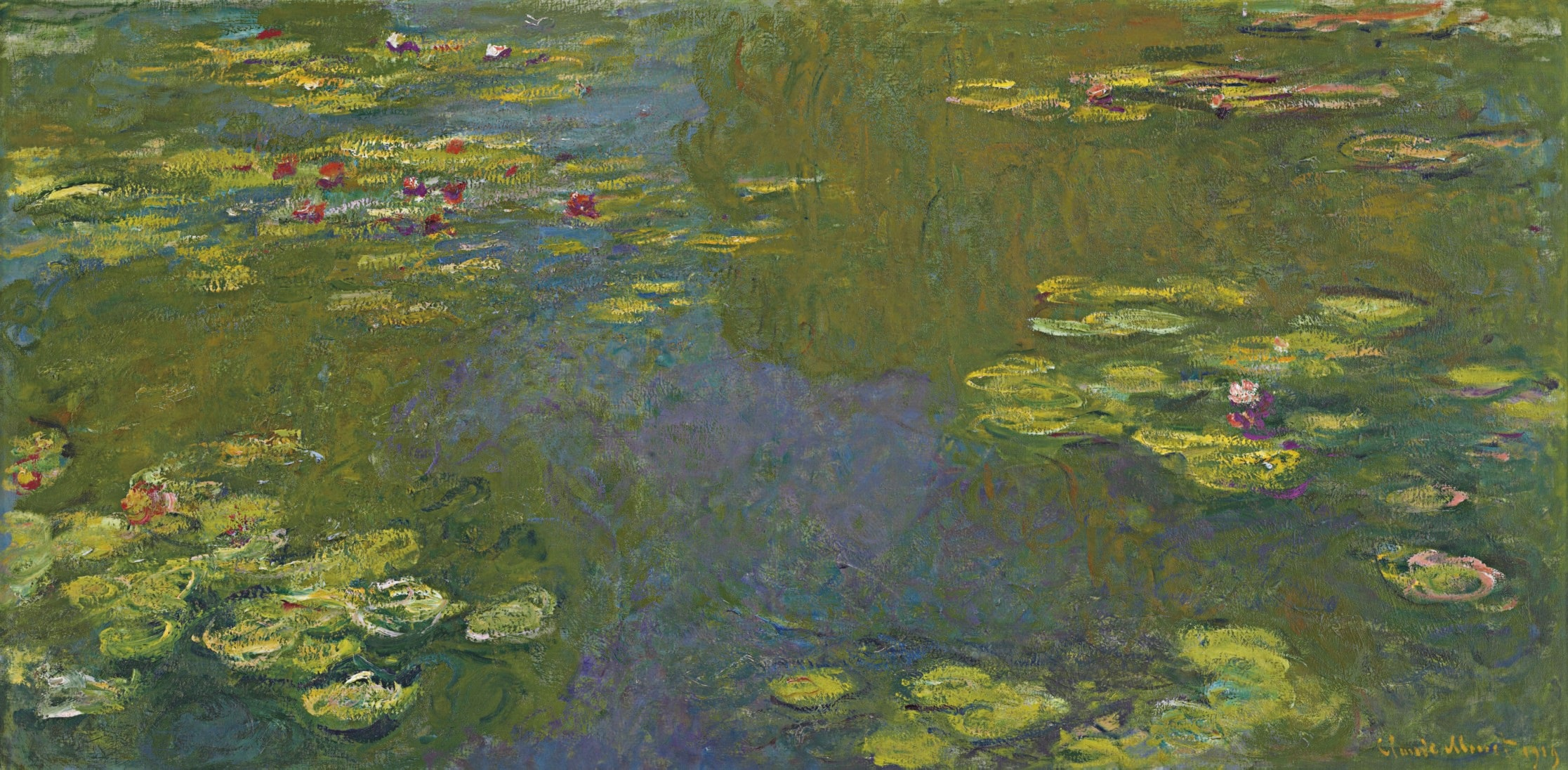
수련이 있는 연못 (1919년), 개인 소장
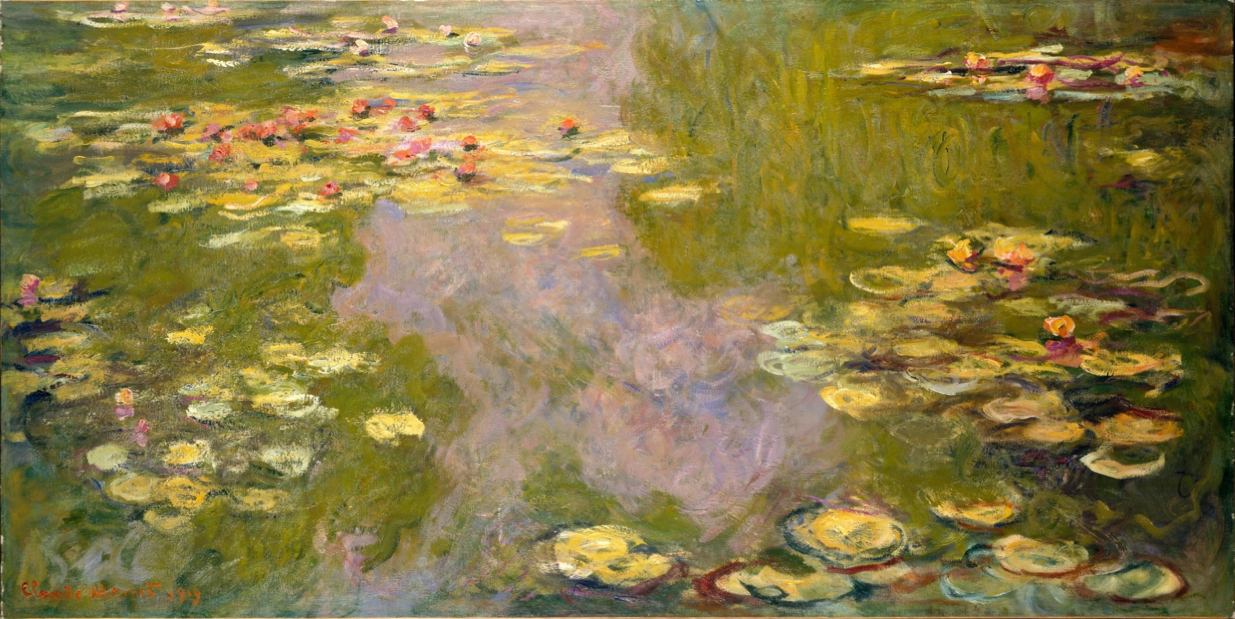
수련 (1919년), 뉴욕 근대미술관 소장
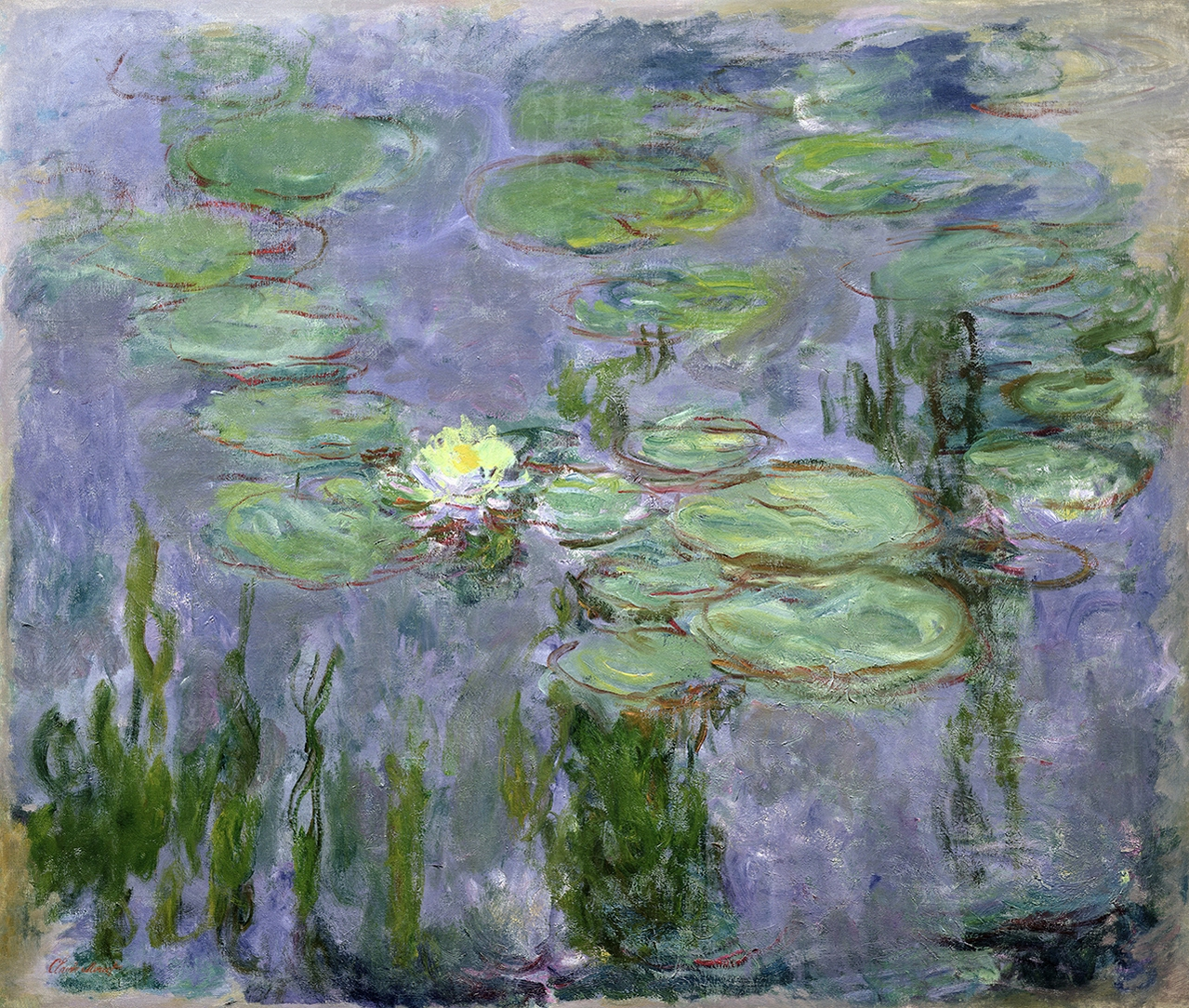
수련 (1915년), 마르모탕 모네 박물관 소장
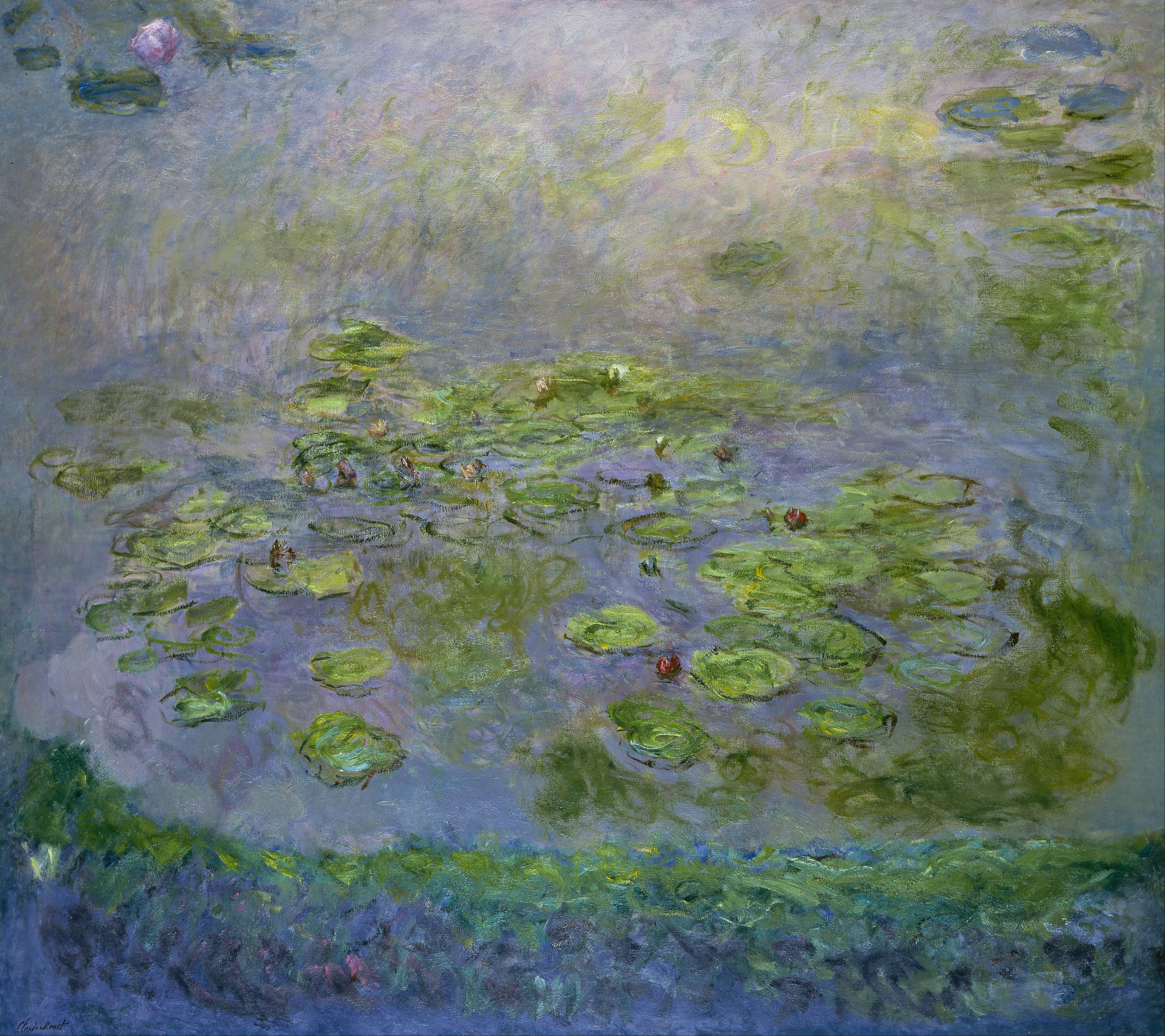
수련 (1914년~1917년), 오스트레일리아 국립미술관 소장
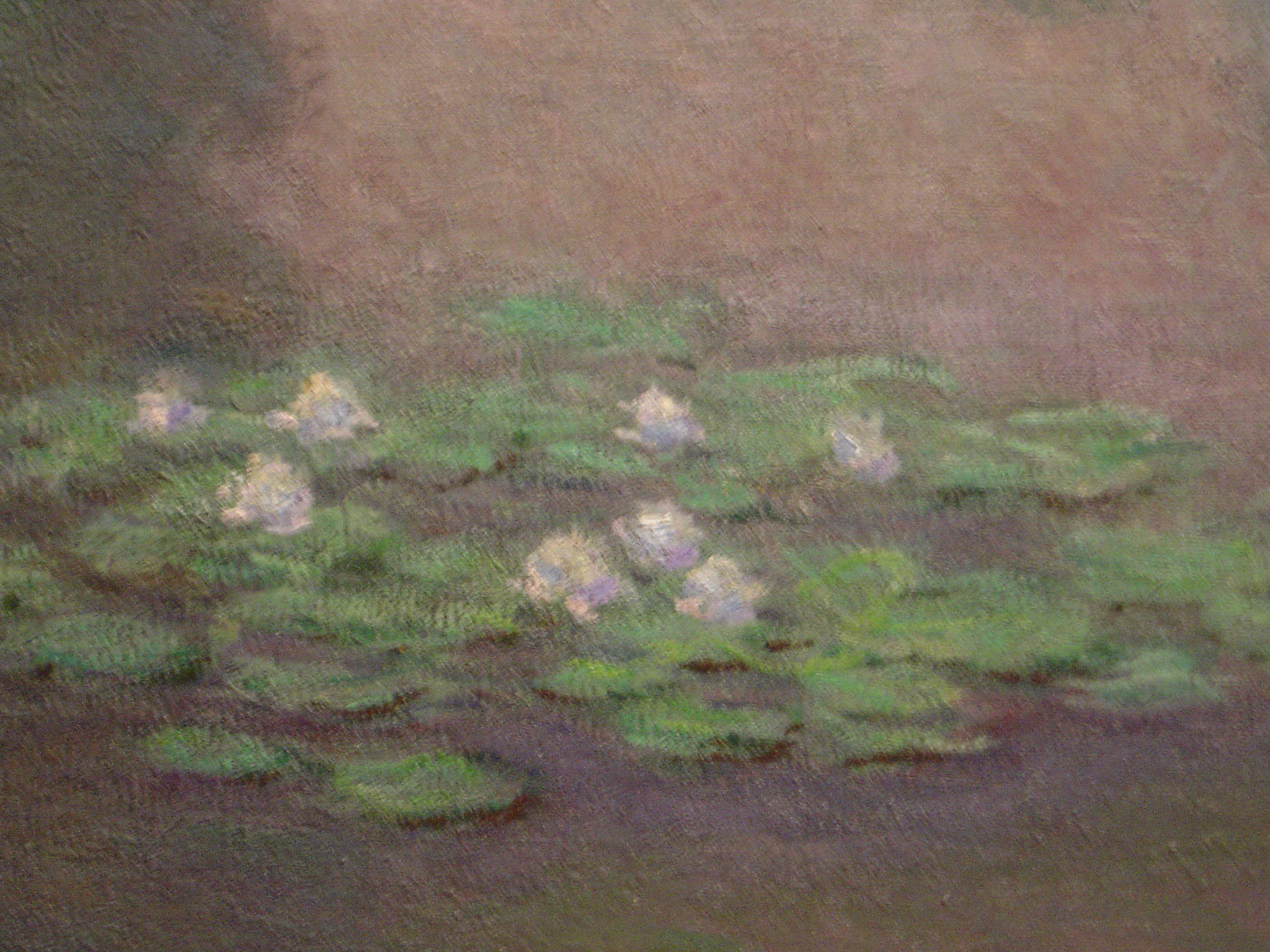
연못 18경, 수련 연못의 세부 (1899년), 보스턴 미술관 소장

## 그림 목록
| 그림 | 제목 (영제) | 제작                     | 소장처                                          | 크기 (cm)                              | 카탈로그 번호         |
| --- | --- | ------------------------ | ----------------------------------------------- | -------------------------------------- | --------------------- |
| | 수련 Water Lilies | 1897~1898                | 미국 로스앤젤레스 카운티 미술관                 | 65 x 100                               | W.1501                |
| | 수련 Water Lilies | 1897~1898                | 개인 소장                                       | 73 x 100                               | W.1502                |
| | 수련 Water Lilies | 1897~1898                | 개인 소장                                       | 100 x 100                              | W.1503                |
| | 수련 Water Lilies ~ Evening Effect                                                                                    | 1897~1898                | 프랑스 파리 마르모탕 모네 박물관                | 73 x 100                               | W.1504                |
| | 수련 Water Lilies | 1897~1898                | 개인 소장                                       | 75 x 100                               | W.1505                |
| | 수련 Water-Lilies | 1897~1899                | 일본 가고시마현 가고시마 시립 미술관            | 89 x 130                               | W.1506                |
| | 수련 Water Lilies | 1897~1899                | 이탈리아 로마 국립근대미술관                    | 81 x 100                               | W.1507                |
| | 수련 Water-Lilies | 1897~1899                | 개인 소장                                       | 130 x 152                              | W.1508                |
| | 수련 Water Lilies and Japanese Bridge                                                                                 | 1899                     | 미국 뉴저지 프린스턴대학교 미술관               | 90 x 90                                | W.1509                |
| | 수련이 있는 연못 The Water Lily Pond                                                                                  | 1899                     | 개인 소장                                       | 93 x 90                                | W.1510                |
| | 수련이 있는 연못 The Water Lily Pond                                                                                  | 1899                     | 일본 가나가와현 폴라미술관                      | 89 x 92                                | W.1511                |
| | 일본식 다리와 수련이 있는 연못 Japanese Bridge and Water Lily Pond                                                    | 1899                     | 미국 필라델피아 미술관                          | 89 x 93                                | W.1512                |
| | 흰색 수련 White Water Lilies                                                                                          | 1895                     | 러시아 모스크바 푸시킨 미술관                   | 89 x 92                                | W.1513                |
| | 수련이 있는 연못 The Water-Lily Pond                                                                                  | 1899                     | 개인 소장                                       | 89 x 92                                | W.1514                |
| | 수련이 있는 연못, 녹색의 조화 The Lily Pond, Green Harmony                                                            | 1898                     | 프랑스 파리 오르세 미술관                       | 89 x 93                                | W.1515                |
| | 수련이 있는 연못 The Lily Pond                                                                                        | 1899                     | 영국 런던 내셔널 갤러리                         | 88 x 92                                | W.1516                |
| | 일본식 다리 Japanese Footbridge                                                                                       | 1899                     | 미국 워싱턴 D.C. 내셔널 갤러리 오브 아트        | 81 x 100                               | W.1517                |
| | 수련이 있는 연못 위의 다리 Bridge over the Lily Pond                                                                  | 1899                     | 미국 뉴욕 메트로폴리탄 미술관                   | 93 x 74                                | W.1518                |
| | 수련이 있는 연못 Water-Lily Pond                                                                                      | 1899                     | 불명                                            | 모네의 화실에서 찍힌 사진으로만 알려짐 | W.1519                |
| | Bridge over the Water-Lilies                                                                                          | 1899                     | 이집트 카이로 MM 할릴 박물관                    | 116 x 89                               | W.1520                |
| | Water Lily Pond | 1900                     | 미국 시카고 미술관                              | 89 × 100                               | W.1628                |
| | 수련이 있는 연못 Water-Lily Pond, Symphony in Rose                                                                    | 1900                     | 프랑스 파리 오르세 미술관                       | 90 x 100                               | W.1629                |
| | 수련이 있는 연못 The Water-Lily Pond                                                                                  | 1900                     | 미국 보스턴 미술관                              | 90 x 92                                | W.1630                |
| | The Japanese Bridge or The Lily Pond                                                                                  | 1900                     | 개인 소장                                       | 89 x 92                                | W.1631                |
| | 수련이 있는 연못 Water-Lily Pond: Water Irises                                                                        | 1900                     | 개인 소장                                       | 89 x 100                               | W.1632                |
| | 수련이 있는 연못 Water-Lily Pond and Path by the Water                                                                | 1900                     | 개인 소장                                       | 89 x 100                               | W.1633                |
| | 수련 Water-Lilies, Clouds                                                                                             | 1903                     | 개인 소장                                       | 73 x 100                               | W.1656                |
| | 수련 Water-Lilies | 1903                     | 미국 오하이오주 데이턴 미술연구소               | 81 x 100                               | W.1657                |
| | 수련 Water-Lilies | 1903                     | 일본 도쿄 브리지스톤 미술관                     | 81 x 100                               | W.1658                |
| | 수련이 있는 연못 Water-Lily Pond                                                                                      | 1903                     | 사진으로만 존재 확인                            |                                        | W.1659                |
| | 수련 Water-Lilies | 1903                     | 마르모탕 모네 박물관                            | 73 x 92                                | W.1660                |
| | 수련 Water-Lilies | 1903                     | 마르모탕 모네 박물관                            | 89 x 100                               | W.1661                |
| | 수련 Water-Lilies | 1904                     | 개인 소장                                       | 81 x 100                               | W.1662                |
| | 수련이 있는 연못 Water-Lily Pond                                                                                      | 1904                     | 사진으로만 존재 확인                            |                                        | W.1663                |
| | 연못 Lily Pond | 1904                     | 프랑스 르아브르 앙드레 말로 근대미술관(MuMa)    | 90 x 96                                | W.1664                |
| | 수련 Water-Lilies | 1904                     | 개인 소장                                       | 90 x 92                                | W.1665                |
| | 연못 Lily Pond | 1904                     | 미국 덴버 미술관                                | 88 x 91                                | W.1666                |
| | 수련 Water-Lilies | 1904                     | 프랑스 캉 미술관                                | 90 x 92                                | W.1667                |
| | The Bridge over the Water-Lily Pond                                                                                   | 1905                     | 개인 소장                                       | 90 x 100                               | W.1668                |
| | Lily Pond, the Bridge                                                                                                 | 1905                     | 개인 소장                                       | 95 x 100                               | W.1669                |
| | 수련이 있는 연못 The Water-Lily Pond and Bridge                                                                       | 1905                     | 개인 소장                                       | 86 X 100                               | W.1670                |
| | 수련 Water-Lilies | 1905                     | 보스턴 미술관                                   | 89 x 100                               | W.1671                |
| | 수련 Water-Lilies | 1905                     | 개인 소장                                       | 89 x 99                                | W.1672                |
| | 수련 Water-Lilies | 1905                     | 개인 소장                                       | 90 X 100                               | W.1673                |
| | 수련 Water-Lilies | 1905                     | 개인 소장                                       | 90 x 100                               | W.1674                |
| | 수련 Water-Lilies | 1905                     | 개인 소장                                       | 89 x 92                                | W.1675                |
| | 수련 Water-Lilies | 1905                     | 개인 소장                                       | 89 x 100                               | W.1676                |
| | 수련 Water-Lilies | 1905                     | 불명                                            | 사진으로만 존재 확인                   | W.1677                |
| | 수련 Water-Lilies | 1905                     | 개인 소장                                       | 73 x 105                               | W.1678                |
| | 수련 Water-Lilies | 1905                     | 개인 소장                                       | 81 x 100.5                             | W.1679                |
| | 수련 Water-Lilies | 1905                     | 영국 카디프 웨일스 국립 박물관                  | 82 x 101                               | W.1680                |
| | 수련 Water-Lilies | 1905                     | 개인 소장                                       | 73 x 105                               | W.1681                |
| | 수련 Water-Lilies | 1906~07                  | 개인 소장                                       | 73 x 100                               | W.1682                |
| | 수련 Water Lilies | 1906                     | 시카고 미술관                                   | 89.9 × 94.1                            | W.1683                |
| | 수련 Water-Lilies | 1906~07                  | 개인 소장                                       | 90 x 100                               | W.1684                |
| | 수련 Water-Lilies | 1906~07                  | 개인 소장                                       | 81 x 92                                | W.1685                |
| | 수련 Water-Lilies | 1906~07                  | 개인 소장                                       | 90 x 93                                | W.1686                |
| | 수련 Water-Lilies | 1906~07                  | 개인 소장                                       | 91 x 100                               | W.1687                |
| | 수련 Water-Lilies | 1906~07                  | 영국 카디프 웨일스 국립 박물관                  | 81 x 92                                | W.1688                |
| | 수련 Water-Lilies | 1906~07                  | 일본 구라시키시 오하라 미술관                   | 73 x 92                                | W.1689                |
| | 수련 Water-Lilies | 1908                     | 독일 장크트갈렌 미술관                          | 90 x 93                                | W.1690                |
| | 수련 Water-Lilies | 1907                     | 일본 야마가타시 야마가타 미술관                 | 81 x 92                                | W.1691                |
| | 수련 Water-Lilies | 1907                     | 개인 소장                                       | 89 x 130                               | W.1694                |
| | 수련 Water-Lilies | 1907                     | 이집트 카이로 M 할릴 박물관                     | 81 x 100                               | W.1695                |
| | 수련 Water-Lilies | 1907                     | 미국 코네티컷주 하트퍼드 와즈워스 아테네움      | 81 x 92                                | W.1696                |
| | 수련 Water-Lilies | 1907                     | 미국 보스턴 미술관                              | 90 x 93                                | W.1697                |
| | 수련 Water-Lilies | 1907                     | 개인 소장                                       | 93 x 89                                | W.1698                |
| | 수련 Water-Lilies | 1907                     | 일본 가나가와현 폴라 미술관                     | 93 x 99                                | W.1699                |
| | 수련 Water-Lilies | 1907                     | 개인 소장                                       | 100 x 90                               | W.1700                |
| | 수련 Water-Lilies | 1907                     | 프랑스 생테티엔 근대미술관                      | Diam. 81                               | W.1701                |
| | 수련 Water-Lilies | 1907                     | 프랑스 생테티엔 근대미술관                      | Diam. 81                               | W.1702                |
| | 수련 Water-Lilies | 1907                     | 미국 휴스턴 미술관                              | 91 x 81                                | W.1703                |
| | 수련 Water-Lilies | 1907                     | 개인 소장                                       | 92 x 73                                | W.1704                |
| | 수련 Water-Lilies | 1907                     | 개인 소장                                       | 92 x 73                                | W.1705                |
| | 수련 Water-Lilies | 1907                     | 일본 사쿠라시 DIC가와무라 기념미술관            | 92 x 73                                | W.1706                |
| | 수련 Water-Lilies | 1907                     | 개인 소장                                       | 100 x 82                               | W.1707                |
| | 수련 Water-Lilies | 1907                     | 개인 소장                                       | 100 x 73                               | W.1708                |
| | 수련 Water-Lilies | 1907                     | 개인 소장                                       | 106 x 73                               | W.1709                |
| | 수련 Water-Lilies | 1907                     | 이스라엘 예루살렘 이스라엘 박물관               | 107 x 73                               | W.1710                |
| | 수련 Water-Lilies | 1907                     | 일본 오사카 이즈미 쿠보소 기념미술관            | 82 x 89                                | W.1713                |
| | 수련 Water-Lilies | 1907                     | 마르모탕 모네 박물관                            | 100 x 73                               | W.1714                |
| | 수련 Water-Lilies | 1907                     | 일본 도쿄 브리지스톤 미술관                     | 100 x 73                               | W.1715                |
| | 수련 Water-Lilies | 1907                     | 스웨덴 예테보리 미술관                          | 105 x 73                               | W.1716                |
| | 수련 Water-Lilies | 1907                     | 마르모탕 모네 박물관                            | 105 x 73                               | W.1717                |
| | 수련 Water-Lilies, Reflections on the Water                                                                           | 1907                     | 프랑스 바뇰쉬르세즈 A 앙드레 박물관             | 73 x 92                                | W.1718                |
| | 수련 Water-Lilies, Setting Sun                                                                                        | 1907                     | 영국 런던 내셔널 갤러리                         | 73 x 93                                | W.1719                |
| | 수련이 있는 연못 Water-Lily Pond,Sketch                                                                               | 1907                     | 개인 소장                                       | 73 x 107                               | W.1720                |
| | 수련 Water-Lilies | 1907                     | 개인 소장                                       | 90 x 92                                | W.1721                |
| | 수련 Water-Lilies | 1907                     | 개인 소장                                       | 100 x 100                              | W.1722                |
| | 수련 Water-Lilies | 1907                     | 개인 소장                                       | 100 x 100                              | W.1723                |
| | 수련 Water Lilies | 1908                     | 프랑스 베르농 박물관                            | Diam. 81                               | W.1724                |
| | 수련 Water-Lilies | 1908                     | 개인 소장                                       | 92 x 81                                | W.1725                |
| | 수련 Water-Lilies | 1908                     | 개인 소장                                       | 100 x 81                               | W.1726                |
| | 수련 Water-Lilies | 1908                     | 개인 소장                                       | 92 x 89                                | W.1727                |
| | 수련 Water-Lilies | 1908                     | 개인 소장                                       | 92 x 89                                | W.1728                |
| | 수련 Water-Lilies | 1908                     | 미국 댈러스 미술관                              | Diam. 80                               | W.1729                |
| | 수련 Water-Lilies | 1908                     | 개인 소장                                       | 100 x 81                               | W.1730                |
| | 수련 Water-Lilies | 1908                     | 일본 도쿄 도쿄 후지 미술관                      | 100 x 90                               | W.1731                |
| | 수련 Water-Lilies | 1908                     | 영국 카디프 웨일스 국립박물관                   | 100 x 81                               | W.1732                |
| | 수련 Water-Lilies | 1908                     | 영국 우스터 미술관                              | 73 x 93                                | W.1733                |
| | 수련 Water-Lilies | 1908                     | 개인 소장                                       | 86 x 90                                | W.1734                |
| | 수련 Water-Lilies | 1908                     | 개인 소장                                       | 100 x 81                               | W.1735                |
| | 수련이 있는 연못 The Water-Lily Pond, Rose Arches                                                                     | 1914~1917                | 개인 소장                                       | 73 x 100                               | W.1781                |
| | 수련 Water-Lilies with Reflections of Green Grasses                                                                   | 1914~1917                | 개인 소장                                       | 130 x 200                              | W.1782                |
| | 수련 Water-Lilies | 1914~1917                | 마르모탕 모네 박물관                            | 130 x 200                              | W.1783                |
| | 수련 Water-Lilies | 1914~1917                | 개인 소장                                       | 130 x 200                              | W.1784                |
| | 수련 Water-Lilies | 1914~1917                | 개인 소장                                       | 150 x 200                              | W.1785                |
| | 수련 Water-Lilies | 1914~1917                | 개인 소장                                       | 130 x 150                              | W.1786                |
| | 수련 Water-Lilies | 1914~1917                | 개인 소장                                       | 135 x 145                              | W.1787                |
| | 수련 Water-Lilies | 1914~1917                | 미국 샌프란시스코 미술관                        | 180 x 146                              | W.1788                |
| | 수련 Water Lilies | 1914~1917                | 개인 소장                                       | 175 x 135                              | W.1789                |
| | Nymphéas en fleur | 1914~1917                | 개인 소장                                       | 160 x 180                              | W.1790                |
| | 수련 Water Lilies | 1914~1917                | 마르모탕 모네 박물관                            | 150 x 200                              | W.1791                |
| | 수련 Water Lilies | 1914~1917                | 개인 소장                                       | 150 x 200                              | W. 1792               |
| | 수련 Water Lilies | 1914~1917                | 일본 교토 아사히맥주 오야마자키 산장 미술관     | 152 x 200                              | W.1793                |
| | 수련 Water Lilies | 1914~1917                | 일본 군마 근대미술관                            | 130 x 90                               | W.1794                |
| | 수련 Water Lilies | 1915                     | 미국 오리건주 포틀랜드 미술관                   | 160 x 180                              | W.1795                |
| | 수련 Water-Lilies | 1915                     | 독일 뮌헨 노이에 피나코테크                     | 151 x 200                              | W.1796                |
| | 수련 Water Lilies | 1914~1917                | 마르모탕 모네 박물관                            | 130 x 153                              | W.1797                |
| | 수련 Water Lilies | 1914~1917                | 개인 소장                                       | 132 x 84                               | W.1798                |
| | 수련 Water Lilies | 1914~1917                | 개인 소장                                       | 170 x 122                              | W.1799                |
| | 수련 Water Lilies | 1916                     | 일본 도쿄 국립서양미술관                        | 200 x 200                              | W.1800                |
| | White and Yellow Water Lilies                                                                                         | 1914~1917                | Kunstverein, Winterthur                         | 200 x 200                              | W.1801                |
| | 수련 Water Lilies | 1914~1917                | Asahi beer Oyamazaki Villa Museum of Art, Kyoto | 200 x 200                              | W.1802                |
| | 수련 Water Lilies | 1914~1917                | 개인 소장                                       | 200 x 200                              | W.1803                |
| | 수련 Water Lilies | 1914~1917                | Toledo Museum of Art                            | 200 x 215                              | W.1804                |
| | 수련 Water Lilies | 1914~1917                | 개인 소장                                       | 160 x 180                              | W.1805                |
| | 수련 Water Lilies | 1914~1917                | 개인 소장                                       | 150 x 165                              | W.1806                |
| | 수련 Water Lilies | 1914~1917                | National Gallery of Australia, Canberra         | 180 x 200                              | W.1807                |
| | 수련 Water Lilies | 1914~1917                | 개인 소장                                       | 180 x 200                              | W.1808                |
| | 수련 Water Lilies | 1914~1917                | 개인 소장                                       | 135 x 145                              | W.1809                |
| | 수련 Water Lilies | 1914~1919                | 개인 소장                                       | 120 x 200                              | W.1810                |
| | 수련 Water Lilies | 1914~1919                | 마르모탕 모네 박물관                            | 200 x 200                              | W.1811                |
| | 수련 Water Lilies | 1914~1917                | 일본 나오시마 지추미술관                        | 135 x 145                              | W.1812                |
| | 수련 Water Lilies | 1914~1917                | 미국 뉴욕 근대미술관                            | 180 x 200                              | W.1813 (lost in fire) |
| | 수련 Water Lilies | 1914~1917                | Beyeler Foundation, Basel                       | 150 x 200                              | W.1814                |
| | 수련 Water Lilies | 1914~1917                | Wallraf-Richartz Museum, Cologne                | 180 x 200                              | W.1815                |
| | 수련 Water Lilies | 1914~1919                | 마르모탕 모네 박물관                            | 180 x 200                              | W.1816                |
| | 수련 Water-Lilies, Cluster of Grass                                                                                   | 1914~1917                | 일본 나오시마 지추미술관                        | 200 x 213                              | W.1817                |
| | 수련 Water-Lilies | 1916~1919                | 마르모탕 모네 박물관                            | 150 x 197                              | W.1852                |
| | Blue Water-Lilies | 1916~1919                | 오르세 미술관                                   | 200 x 200                              | W.1853                |
| | 수련 Water-Lilies | 1916~1919                | Beyeler Foundation, Basel                       | 200 x 180                              | W.1854                |
| | 수련 Water-Lilies, Reflection of a Weeping Willow                                                                     | 1916~1919                | 마르모탕 모네 박물관                            | 130 x 88                               | W.1855                |
| | Water-Lilies | 1916~1919                | 개인 소장                                       | 130 x 200                              | W.1856                |
| | 수련, 수양버들의 잔상 Water-Lilies, Reflection of a Weeping Willow                                                    | 1916~1919                | 일본 가가와현 지추미술관                        | 100 x 200                              | W.1857 (left half)    |
| | 수련, 수양버들의 잔상 Water-Lilies, Reflection of a Weeping Willow                                                    | 1916~1919                | 일본 가가와현 지추미술관                        | 100 x 200                              | W.1857 (right half)   |
| | 수련, 수양버들의 잔상 Water-Lilies, Reflections of a Weeping Willow                                                   | 1916~1919                | 미국 뉴욕 메트로폴리탄 미술관                   | 130 x 200                              | W.1858                |
| | 수련, 수양버들의 잔상 Water-Lilies, Reflection of a Weeping Willow                                                    | 1916~1919                | 마르모탕 모네 박물관                            | 200 x 200                              | W.1859                |
| | 수련, 수양버들의 잔상 Water-Lilies, Reflection of a Weeping Willow                                                    | 1916~1919                | 뉴욕 메트로폴리탄 미술관                        | 130 x 200                              | W.1860                |
| | 수련, 수양버들의 잔상 Water-Lilies, Reflection of a Weeping Willow                                                    | 1916~1919                | 기타큐슈 시립 미술관                            | 130 x 197                              | W.1861                |
| | 수련, 수양버들의 잔상 Water-Lilies, Reflection of a Weeping Willow                                                    | 1916~1919                | 마르모탕 모네 박물관                            | 200 x 200                              | W.1862                |
| | 수련 Water-Lilies | 1916~1919                | 미국 샌안토니오 맥니 미술관                     | 130 x 200                              | W.1863                |
| | 수련 Water-Lilies | 1916~1919                | 마르모탕 모네 박물관                            | 130 x 152                              | W.1864                |
| | 수련 Water-Lilies | 1916~1919                | 개인 소장                                       | 89 x 130                               | W. 1865               |
| | 버드나무가 있는 수련 연못의 전경 Vue du bassin aux nymphéas avec saule                                                | 1916~1919                | 개인 소장                                       | 140 x 150                              | W.1866                |
| | 지베르니의 연못 정원 Jardin d'eau à Giverny                                                                           | 1920                     | 그르노블 박물관                                 | 117 x 83                               | W.1878                |
| | 수련이 있는 연못 The Water-Lily Pond                                                                                  | 1918~1919                | 제네바 미술 역사 박물관                         | 120 x 89                               | W.1879                |
| | 수련이 있는 연못 The Water-Lily Pond                                                                                  | 1918~1919                | 개인 소장                                       | 130 x 88                               | W.1880                |
| | 수련이 있는 연못 The Water-Lily Pond                                                                                  | 1918-1919                | 개인 소장                                       | 129 x 89                               | W.1881                |
| | 수련이 있는 연못 The Water-Lily Pond                                                                                  | 1918~1919                | 마르모탕 모네 박물관                            | 73 x 105                               | W.1882                |
| | 수련이 있는 연못 The Water-Lily Pond                                                                                  | 1918~1919                | 독일 에센 폴크방 박물관                         | 130 x 200                              | W.1883                |
| | 수련이 있는 연못 The Water-Lily Pond                                                                                  | 1917~1919                | 일본 아타미시 MOA 미술관                        | 130 x 200                              | W.1884                |
| | 수련이 있는 연못 The Water-Lily Pond                                                                                  | 1917~1919                | 개인 소장                                       | 130 x 200                              | W.1885                |
| | 수련이 있는 연못 The Water-Lily Pond                                                                                  | 1917~1919                | 낭트 미술관                                     | 100 x 200                              | W.1886                |
| | 수련이 있는 연못 The Water-Lily Pond                                                                                  | 1917~1919                | 개인 소장                                       | 100 x 200                              | W.1887                |
| | 수련이 있는 연못 The Water-Lily Pond                                                                                  | 1917~1919                | 마르모탕 모네 박물관                            | 130 x 120                              | W.1888/1              |
| | 수련이 있는 연못 The Water-Lily Pond                                                                                  | 1917~1919                | 소장처 불명                                     | 130 x 80                               | W.1888/2              |
| | 수련이 있는 연못 Water Lily Pond                                                                                      | 1917~1926                | 시카고 미술관                                   | 130.2 × 201.9                          | W.1889                |
| | 수련이 있는 연못 The Water Lily Pond                                                                                  | 1917~1919                | 개인 소장                                       | 100 x 200                              | W.1890                |
| | 수련이 있는 연못 The Water-Lily Pond (left panel)                                                                     | 1917~1919                | 뉴욕 메트로폴리탄 미술관                        | 101 x 200                              | W.1891                |
| | 수련이 있는 연못 The Water-Lily Pond (right panel)                                                                    | 1917~1919                | 개인 소장                                       | 100 x 200                              | W.1892                |
| | 수련이 있는 연못 The Water Lily Pond (half of original)                                                               | 1917~1919                | 개인 소장                                       | 100 x 92                               | W.1893-1              |
| | 수련이 있는 연못 The Water Lily Pond (half of original)                                                               | 1917~1919                | 개인 소장                                       | 101 x 104                              | W.1893-2              |
| | 수련 Water Lilies | 1917~1919                | 개인 소장                                       | 100 x 200                              | W.1894                |
| | 수련 Water Lilies | 1917~1919                | 미국 하와이주 호놀룰루 미술관                   | 100 x 200                              | W.1895                |
| | 수련이 있는 연못 The Water-Lily Pond                                                                                  | 1917~1919                | 일본 가가와현 지추미술관                        | 100 x 200                              | W.1896                |
| | 수련이 있는 연못 The Water-Lily Pond                                                                                  | 1917~1919                | 개인 소장                                       | 100 x 200                              | W.1897                |
| | 수련이 있는 연못 Water-Lily Pond                                                                                      | 1917-1919                | 개인 소장                                       | 100 x 200                              | W. 1898               |
| | 수련이 있는 연못 Water-Lily Pond                                                                                      | 1917~1919                | 오스트리아 빈 알베르티나 미술관                 | 100 x 200                              | W.1899                |
| | 수련이 있는 연못 The Water-Lily Pond                                                                                  | 1917~1920                | 대한민국 서울 국립현대미술관                    | 100 x 200                              | W.1900                |
| | 수련이 있는 연못 The Water-Lily Pond (left side)                                                                      | 1917~1920                | 소장처 불명                                     | 100 x 70                               | W.1901/1              |
| | 수련이 있는 연못 The Water-Lily Pond (right side)                                                                     | 1917~1920                | 개인 소장                                       | 97 x 130                               | W.1901/2              |
| | 수련이 있는 연못 The Water-Lily Pond                                                                                  | 1917~1920                | 개인 소장                                       | 46 x 56                                | W.1901a               |
| | 수련이 있는 연못 The Water-Lily Pond                                                                                  | 1917~1920                | 개인 소장                                       | 86 x 90                                | W.1901b               |
| | x Water Lilies | 1919~1920                | 마르모탕 모네 박물관                            | 100 x 300                              | W.1902                |
| | 수련이 있는 연못 Water-Lily Pond, Evening (left panel)                                                                | 1920~1926                | 스위스 취리히 미술관                            | 200 x 300                              | W.1964                |
| 수련이 있는 연못 Water-Lily Pond, Evening (right panel)                                                                 | 1920~1926 | 스위스 취리히 미술관     | 200 x 300                                       | W.1965                                 |                       |
| | 수련이 있는 연못 Water-Lily Pond (left half)                                                                          | 1920~1926                | 일본 가가와현 지추미술관                        | 200 x 150                              | W.1966                |
| 수련이 있는 연못 Water-Lily Pond (right half)                                                                           | 1920~1926 | 일본 가가와현 지추미술관 | 200 x 150                                       | W.1967                                 |                       |
| | 수련이 있는 연못 Water-Lily Pond (triptych, left panel)                                                               | 1920~1926                | 바젤 베이옐러 재단                              | 200 x 300                              | W.1968                |
| 수련이 있는 연못 Water-Lily Pond (triptych, center panel)                                                               | 1920~1926 | 바젤 베이옐러 재단       | 200 x 300                                       | W.1969                                 |                       |
| 수련이 있는 연못 Water-Lily Pond (triptych, right panel)                                                                | 1920~1926 | 바젤 베이옐러 재단       | 200 x 300                                       | W.1970                                 |                       |
| | 수련이 있는 연못에 비친 수양버들 Reflections of the Weeping Willow on the Water-Lily Pond                             | 1920-26                  | (미완성)                                        | 200 x 425                              | W.1971                |
| | 수련이 있는 연못에 비친 구름 (삼단화의 좌측 패널) Reflections of Clouds on the Water-Lily Pond (triptych, left panel) | 1920~1926                | 뉴욕 근대미술관                                 | 200 x 424                              | W.1972                |
| 수련이 있는 연못에 비친 구름 (삼단화의 중앙 패널) Reflections of Clouds on the Water-Lily Pond (triptych, center panel) | 1920~1926 | 뉴욕 근대미술관          | 200 x 424                                       | W.1973                                 |                       |
| 수련이 있는 연못에 비친 구름 (삼단화의 우측 패널) Reflections of Clouds on the Water-Lily Pond (triptych, right panel)  | 1920~1926 | 뉴욕 근대미술관          | 200 x 424                                       | W.1974                                 |                       |
| | 수련, 아가판투스 (좌측패널) Water Lilies, Agapanthus (left panel)                                                     | 1920~1926                | 클리블랜드 미술관                               | 200 x 425                              | W.1975                |
| | 수련, 아가판투스 (중앙패널) Water Lilies, Agapanthus (center panel)                                                   | 1920~1926                | 세인트루이스 미술관                             | 200 x 425                              | W.1976                |
| | 수련, 아가판투스 (우측패널) Water Lilies, Agapanthus (right panel)                                                    | 1920~1926                | 캔자스시티 넬슨앳킨스 미술관                    | 200 x 425                              | W.1977                |
| | 수련 Water-Lilies | 1920~1926                | 런던 내셔널 갤러리                              | 200 x 427                              | W.1978                |
| | 수련이 있는 연못, 초록빛 잔상 The Water-Lily Pond, Green Reflections                                                  | 1920~1926                | 취리히 미술관                                   | 200 x 425                              | W.1979                |
| | 붓꽃과 수련이 있는 연못 Water-Lily Pond with Irises                                                                   | 1920~1926                | 취리히 미술관                                   | 200 x 600                              | W.1980                |
| | 수련 Water Lilies | 1920~1926                | 뉴욕 근대미술관                                 | 200 x 600                              | W.1981                |
| | 수련이 있는 연못 Water-Lily Pond                                                                                      | 1920~1926                | 뉴욕 근대미술관                                 | 200 x 602 (화재로 소실)                | W.1982                |
| | 수련이 있는 연못 Water-Lily Pond                                                                                      | 1920~1926                | 피츠버그 카네기 박물관                          | 200 x 600                              | W.1983                |
| | 해질 Sunset | 1914~1926                | 오랑주리 미술관                                 | 200 x 600                              | 제1전시실 1           |
| | 구름 The Clouds | 1914~1926                | 오랑주리 미술관                                 | 200 x 1275                             | 제1전시실: 2a-c       |
| | 초록빛 잔상 Green Reflections                                                                                         | 1914~1926                | 오랑주리 미술관                                 | 200 x 850                              | 제1전시실: 3a-b       |
| | 아침 Morning | 1914~1926                | 오랑주리 미술관                                 | 200 x 1275                             | 제1전시실: 4a-d       |
| | 나무의 잔상 Tree Reflections                                                                                          | 1914~1926                | 오랑주리 미술관                                 | 200 x 850                              | 제2전시실: 1a-b       |
| | 버드나무가 있는 아침 Morning with Willows                                                                             | 1914~1926                | 오랑주리 미술관                                 | 200 x 1275                             | 제2전시실 2a-c        |
| | 버드나무 두 그루 The Two Willows                                                                                      | 1914~1926                | 오랑주리 미술관                                 | 200 x 1700                             | 제2전시실: 3a-d       |
| | 버드나무가 있는 맑은 아침 Clear Morning with Willows                                                                  | 1914~1926                | 오랑주리 미술관                                 | 200 x 1257                             | 제2전시실: 4a-c       |

## 같이 보기
- 클로드 모네의 작품 목록
- 수양버들 (모네) - 수련이 있는 연못 가장자리의 수양버들을 묘사한 1918년 모네 그림